# Stazione di Harima-Katsuhara
La stazione di Harima-Katsuhara (はりま勝原駅?, Harima-Katsuhara-eki) è una stazione ferroviaria del quartiere di Katsuhara-ku della città di Himeji, nella prefettura di Hyōgo in Giappone. Si trova sulla linea principale Sanyō, ed è servita dai treni locali e rapidi.

## Linee e servizi
JR West
■ Linea principale Sanyō

## Caratteristiche
La stazione è dotata di due marciapiedi laterali con due binari in superficie.
Fermano in media circa 4 treni all'ora durante il giorno, di cui 2 in direzione Aioi.
| 1 | ■ Linea principale Sanyō |  | per Banshū-Akō e Okayama |
| 2 | ■ Linea principale Sanyō |  | per Himeji, Kōbe e Osaka |

## Stazioni adiacenti
| «                      | Servizio               | »                      |
| Linea principale Sanyō | Linea principale Sanyō | Linea principale Sanyō |
| ---------------------- | ---------------------- | ---------------------- |
| Agaho                  | Locale Rapido Speciale | Aboshi                 |